# Jacques Joubert des Ouches
Jacques Joubert des Ouches, né le 2 mai 1920 à Meudon (Hauts-de-Seine) et mort pour la France le 6 juin 1944 près de Saint-Vaast-la-Hougue, est un aviateur militaire français pendant la Seconde Guerre mondiale, Compagnon de la Libération à titre posthume par décret du 16 octobre 1945.

## Biographie
Il est le fils de Geneviève Carof et du général Jean Joubert des Ouches et passa sa jeunesse en partie au Maroc, principalement à Meknès, où son père était affecté.
Alors qu'il suivait des cours à l'école de pilotage de Ploujean, il embarque dès le 18 juin 1940 pour Londres à bord du bateau Le Trébouliste depuis Douarnenez et s'engage dans les Forces françaises libres. Après avoir servi en Afrique, notamment au Cameroun, il devient pilote de chasse au sein de la Royal Air Force, participant notamment au Raid de Dieppe le 19 août 1942 et effectuant 175 sorties aériennes de combat.
En 1943, promu lieutenant, il est affecté comme moniteur à l’école de chasse de Meknès au Maroc. Il n'y reste que trois jours et parvient à se faire muter au groupe de chasse Berry de l’Armée de l'air française.
En juin 1944, avant le débarquement de Normandie, il écrit à ses parents : " C'est le grand jour, pensez à nous. Je vous remercie pour l'éducation que vous m'avez donnée. Je ne regrette rien. Après la victoire, ne nous oubliez pas ". Le 6 juin 1944, il s'envole pour sa deuxième mission de la journée. Son Supermarine Spitfire tombe en panne lors du débarquement de Normandie au-dessus d'Utah Beach. Il indique par radio qu'il a des problèmes moteur. Il saute en parachute. Son équipier, le lieutenant de Bouillane le voit ouvrir son cockpit et sauter en parachute puis il le perd de vue. Ils sont au-dessus de la Manche. Son dinghy sera retrouvé plus tard par une équipe de recherche sans personne à bord. Son corps n'a jamais été retrouvé.

## Distinctions et mémoire
- Chevalier de la Légion d'honneur
- Compagnon de la Libération (à titre posthume par décret du 16 octobre 1945)
- Croix de guerre 1939-1945 (3 citations)
- Médaille de la Résistance française, avec rosette par décret du 11 mars 1947[6]

Une stèle a été inaugurée par Le Souvenir français en 2001 au cimetière de la Trinité à Guingamp